# Fadensattel
Der Fadensattel ist ein Pass mit 1210 m an der Nordabdachung des Schneebergmassivs, westlich von Puchberg am Schneeberg.

## Lage und Landschaft
Die Passhöhe verbindet die Fadenwände, die Nordabbrüche des Schneebergs (2076 m), mit der Dürren Leiten (ca. 1249 m) im Norden, die dann zum Größenberg (1188 m) und der Dürren Wand (Schober 1213 m, Katharinenschlag 1222 m) weiterleitet.
Die Dürre Leiten wird hydrographisch nach Trimmel schon zur Dürren Wand der Gutensteiner Alpen gerechnet; der Sattel bildet die Grenze zur Rax-Schneeberg-Gruppe.

## Tourismus
Den Sattel erreicht man vom Talort Losenheim über einen Wanderweg auf Forststraße oder mit der Vierer-Sesselbahn, von Putzenhof im hintersten Tal der Piesting (in der ÖK50 unzutreffend Kalter Gang genannt, Gemeindegebiet Gutenstein) ebenfalls über einen leichten Wanderweg.
Über den Sattel läuft, von der Dürren Wand kommend, der Nordalpenweg (Österreichischer Weitwanderweg 01), hier auch Niederösterreichischer Landesrundwanderweg (NLW), auf den Schneeberg (Fadensteig). Über die Nordostflanke des Schneebergs führt der Nördliche Grafensteig über Rieshütte und Bürklehütte hinüber zum Berghaus Hochschneeberg an der Zahnradbahn. Außerdem führt ein Weg über die Nordwestflanke, Kuhschneeberg und den Schnellerwagsteig hinunter zur Singerin an der oberen Schwarza.
Auf dem Sattel liegen die ehemalige Sparbacher Hütte (privat, 1248 m), die Edelweisshütte (ÖAV, 1235 m) und das Almreserlhaus (privat, 1222 m).
Der Fadensattel bildet den höchsten Punkt des sogenannten Salamander-Schigebiets. Die Vierer-Sesselbahn sowie zwei Schilifte gehören dem Betreiber der Schneeberg-Zahnradbahn, der NÖSBB.
Östlich des Fadensattels befindet sich der Fadengraben, über den der Römerweg führt.